# Cyclocephala pseudoconfusa
Cyclocephala pseudoconfusa är en skalbaggsart som beskrevs av Brett C.Ratcliffe 1992. Cyclocephala pseudoconfusa ingår i släktet Cyclocephala och familjen Dynastidae. Inga underarter finns listade i Catalogue of Life.